# Alban de Villeneuve-Bargemon
Le vicomte Alban de Villeneuve-Bargemon, né le 8 août 1784 à Saint-Auban (Alpes-Maritimes) et mort le 8 juin 1850 à Paris, est un économiste et homme politique français. Noble catholique, il dénonce le premier avec Armand de Melun l'exploitation manufacturière et fait voter les premières lois sociales.
Il est membre de l'Institut de France (Académie des sciences morales et politiques), et fait commandeur de la Légion d'honneur.

## Biographie

### Famille
Issu d'une des plus anciennes familles nobles de Provence, Alban de Villeneuve-Bargemon est le huitième des quatorze enfants de Joseph de Villeneuve, seigneur de Bargemon, procureur à Aix, et de Sophie de Bausset de Roquefort. Il a pour frères, Christophe de Villeneuve-Bargemon, Emmanuel Ferdinand de Villeneuve-Bargemon et Joseph de Villeneuve-Bargemon, tous trois préfets, Jean-Baptiste de Villeneuve-Bargemon, député, Louis-François de Villeneuve-Bargemon, historien, son jumeau.
Il est le neveu de Mgr Pierre-Ferdinand de Bausset-Roquefort, archevêque d'Aix sous la Restauration, le petit-neveu de Barthélemy Joseph de Villeneuve Bargenon, prêtre, député du clergé de Marseille aux États généraux de 1789 et aussi celui de Louis Jean Baptiste Le Clerc de Lassigny de Juigné, député de la Noblesse de Draguignan aux mêmes États-généraux .

### Administrateur
Auditeur au Conseil d'État (1810), sous-préfet de Zierickzée (Bouches-de-l'Escaut) (1811), préfet des Bouches-de-l'Èbre (1812), et de Sambre-et-Meuse (1814). Il abandonne ce dernier poste au moment de l'arrivée des alliés et revient en France saluer le retour des Bourbons. Préfet de Tarn-et-Garonne (1814), il perd cet emploi aux Cent-Jours, et rentre dans l'administration à la Seconde Restauration comme préfet de la Charente (1817), de la Creuse, de la Meurthe (1820), de la Loire-Inférieure (1824), du Nord (1828). Nommé maître des requêtes en service extraordinaire le 18 février 1820, et conseiller d'État le 12 novembre 1828, il refuse le serment au gouvernement de Louis-Philippe, et est mis à la retraite, comme préfet, le 22 octobre 1830, avec une pension de 6,000 francs.

### Parlementaire
Il avait été élu, le 3 juillet 1830, député du grand collège du Var, par 71 voix (100 votants, 175 inscrits) : il vote avec les légitimistes, et ne se représente pas en 1831. L'année suivante, il accepte de la duchesse de Berry, qui se proposait de débarquer en Provence, le brevet de commissaire royal dans le Var; il accompagne la princesse pendant quelque temps, puis revient à Paris où il s'adonne à l'étude de l'économie politique. Candidat à la députation le 21 juin 1834, dans le 12e collège du Nord (Hazebrouck), il échoue avec 227 voix contre 250 à l'élu, Warein. Le 21 mars 1840, il est élu député du 3e collège du même département (Lille) par 540 voix (830 votants), en remplacement de Hennequin, décédé, puis réélu, le 9 juillet 1842, par 536 voix (793 votants, 1,192 inscrits), contre 241 à Lefèvre, et le 1er août 1846, par 529 voix (1,031 votants 1,246 inscrits), contre 491 à Auguste Mimerel.
À la Chambre, il siège parmi les légitimistes, il vote contre l'indemnité Pritchard et pour la proposition Rémusat.
La révolution de février 1848 le rend à la vie privée.
Membre de l'Académie des sciences morales et politiques le 12 avril 1845, en remplacement de Lakanal, Villeneuve-Bargemont a publié un certain nombre d'ouvrages, inspirés par le catholicisme social, parmi lesquels on peut citer: Économie politique chrétienne, ou recherches sur la nature et les causes du paupérisme en France et à l'étranger et sur les moyens de le soulager et de le prévenir; Histoire de l'Économie politique (parue dans l'L'Université catholique de 1835-36-37) ; Le livre des affligés, ou douleurs et consolations (1841, 2 volumes); Notice sur l'état actuel de l'économie politique en Espagne et sur les travaux de Rancon de la Sagra (1844); il a en outre collaboré au Journal des Économies et au Plutarque français.

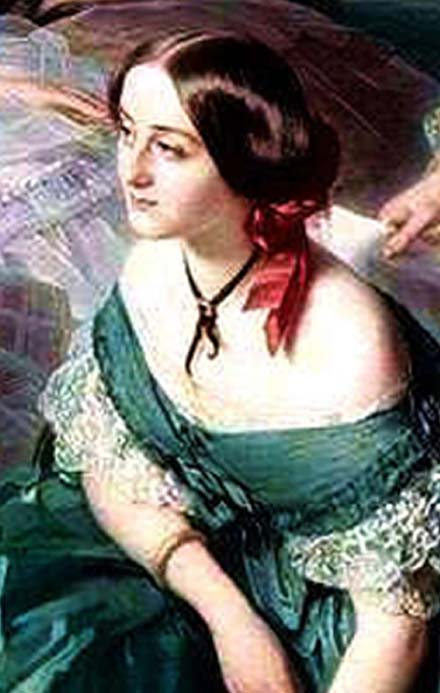
Adrienne de Villeneuve-Bargemon, comtesse de Montebello, extrait du tableau L'Impératrice Eugénie et ses dames d'honneur de Winterhalter, 1855.

« Dès 1841, c'est le vicomte Alban de Villeneuve-Bargemont qui fait voter la loi réglementant le travail des enfants, réclamée aussi par le comte de Montalembert, autre membre de la vieille noblesse catholique. C'est Villeneuve-Bargemont qui pose le premier, devant la Chambre française, le problème ouvrier dans toute son ampleur (22 décembre 1840). Alors que l'idée de lutte des classes n'est lancée qu'en 1843 par Flora Tristan, dans sa Lutte ouvrière. »
Il dénonce « l'état de dépendance et d'abandon dans lequel la société livre les ouvriers aux chefs et entrepreneurs de manufactures... la facilité illimitée laissée à des capitalistes spéculateurs de réunir autour d'eux des populations entières pour en employer les bras suivant leur intérêt, pour en disposer, en quelque sorte, à discrétion, sans qu'aucune garantie d'existence, d'avenir, d'amélioration morale ou physique soit donnée de leur part, ni à la population, ni à la société qui doit les protéger. »
« Il n'est pas sans intérêt de noter qu'avant l'utilisation de la question sociale par Karl Marx, c'est la droite légitimiste et traditionaliste qui la première, prend la défense des travailleurs. » 
Alban de Villeneuve-Bargemon a plusieurs fois fait référence à Jean de Sismondi parmi ses sources, mais lui a reproché de blâmer le clergé pour l'augmentation de la population dans les pays de confession catholique.

### Mariages et descendance
Alban de Villeneuve se maria deux fois :
1. le 22 avril 1815 avec Mathilde Dubreil de Frégose, morte en 1822, fille de Marie Anne Jean Alexandre Dubreil, baron de Frégose, général, chevalier de Saint Louis et de la Légion d'Honneur. Dont trois enfants.
2. le 7 mai 1825 avec Emma de Carbonnel de Canisy, décédée en 1881, fille de Louis Emmanuel de Carbonnel, comte de Canisy, chevalier de Saint-Louis et de la Légion d'honneur, et de Adrienne Hervé Louise de Carbonnel de Canisy, sa cousine, cette dernière remariée avec Armand de Caulaincourt, 1er duc de Vicence. Dont deux autres enfants.

Dont :
- Adalasie de Villeneuve (1816-1838), mariée en 1836 avec Jean César Louis Philibert Bourguignon, comte de Saint-Martin ;
- Romée de Villeneuve (1817-1837), sans alliance ;
- Blanche de Villeneuve (1819-1892), mariée en 1837 avec Auguste Henri Palamède, marquis de Suffren ;
- Adrienne de Villeneuve (1826-1870)[7] dame du palais de l'impératrice Eugénie, mariée en 1847 avec Gustave Olivier Lannes, comte de Montebello, général, aide de camp de l'Empereur Napoléon III, sénateur du second Empire, dont postérité ;
- Elzéar de Villeneuve (1828-1878), colonel de dragons, chevalier de la Légion d'honneur, marié en 1857 avec Marguerite de La Myre (1833-1892) [8]. Tous deux sont les grands-parents d'Augustin de Villeneuve-Bargemon.

### Publications
- Économie politique chrétienne, ou, Recherches sur la nature et les causes du paupérisme, en France et en Europe, et sur les moyens de le soulager et de le prévenir, 1834, Paris, Paulin, trois volumes, tome 1, 511 pages ; tome 2, 652 pages ; tome 3, 603 pages ;
- Histoire de l'économie politique, ou, Études historiques, philosophiques et religieuses sur l'économie politique des peuples anciens et modernes
- Discours prononcé... dans la discussion du projet de loi sur le travail des enfants dans les manufactures (22 décembre 1840), 1840
- Le Livre des affligés, ou Douleurs et consolations, 1841
- Sully, Maximilien de Béthune, duc de, né le 13 décembre 1559, mort le 23 décembre 1641
- Notice sur l'état actuel de l'économie politique en Espagne et sur les travaux de Don Ramon de La Sagra, 1844
- De l'influence des passions sur l'ordre économique des sociétés', 1846

### Sources
- Les papiers personnels d'Alban de Villeneuve-Bargemont ainsi que ceux de sa famille sont conservés aux Archives nationales sous la cote 241AP[9].